# Artilheiros do futebol brasileiro em 2020

## Classificação
Atualizado em 4 de março de 2021.
| #     | Jogador         | Clube(s)                                  | Gols |
| ----- | --------------- | ----------------------------------------- | ---- |
| 1º    | Diego Souza     | Grêmio                                    | 28   |
| 2º    | Gabriel Barbosa | Flamengo                                  | 27   |
| 3º    | Marinho         | Santos                                    | 24   |
| 3º    | Germán Cano     | Vasco da Gama                             |      |
| 3º    | Luciano         | Grêmio / São Paulo                        |      |
| 3º    | Caio Dantas     | Boavista-RJ / Água Santa / Sampaio Corrêa |      |
| 3º    | Paulo Sérgio    | Cascavel CR / ABC / CSA                   |      |
| 3º    | Zé Love         | Brasiliense                               |      |
| 9º    | Thiago Galhardo | Internacional                             | 23   |
| Pedro | Flamengo        |                                           | 23   |
| Vina  | Ceará           |                                           | 23   |